# Matucana weberbaueri
Matucana weberbaueri är en kaktusväxtart som först beskrevs av Vaupel, och fick sitt nu gällande namn av Curt Backeberg. Matucana weberbaueri ingår i släktet Matucana och familjen kaktusväxter. Inga underarter finns listade i Catalogue of Life.

## Bildgalleri

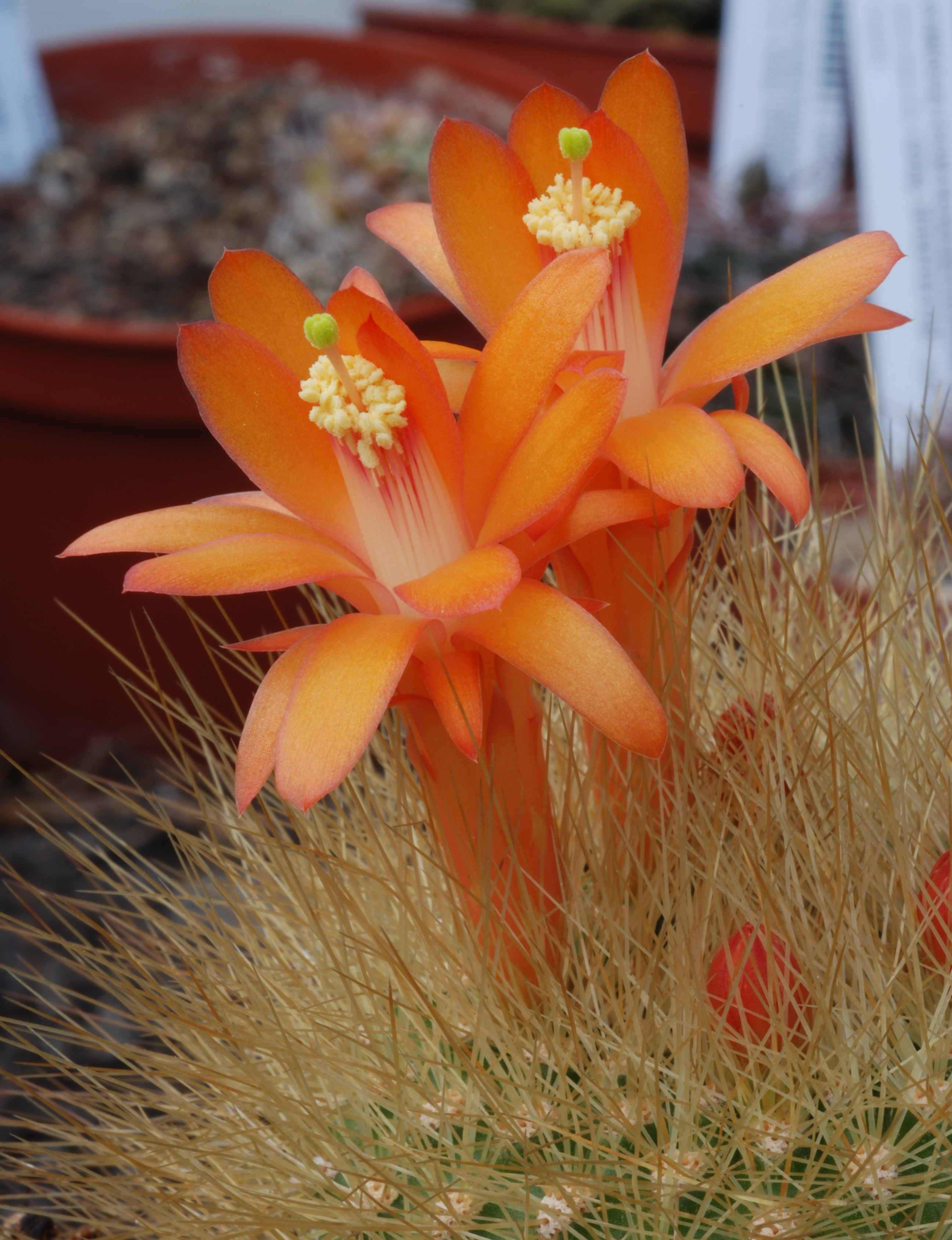
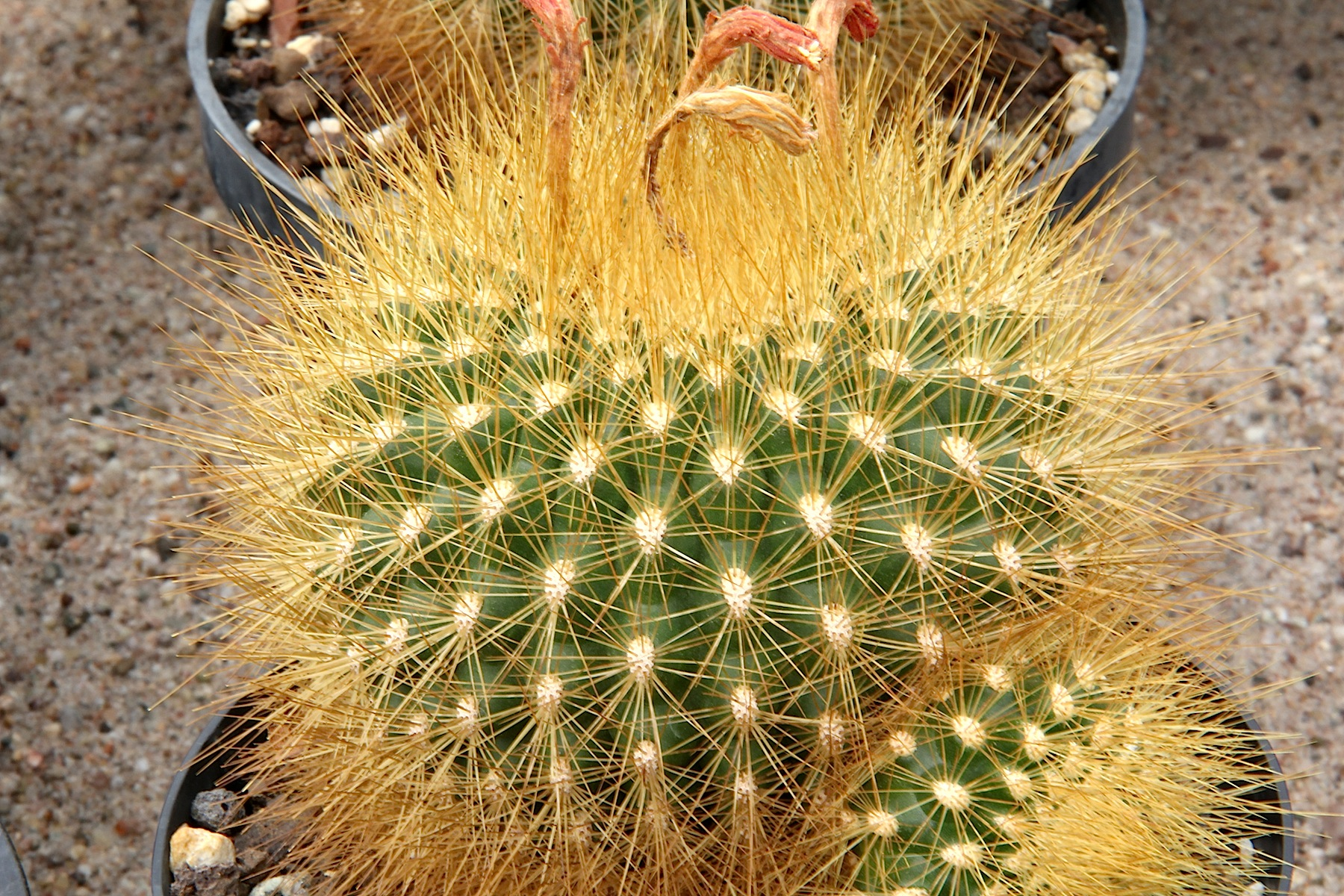
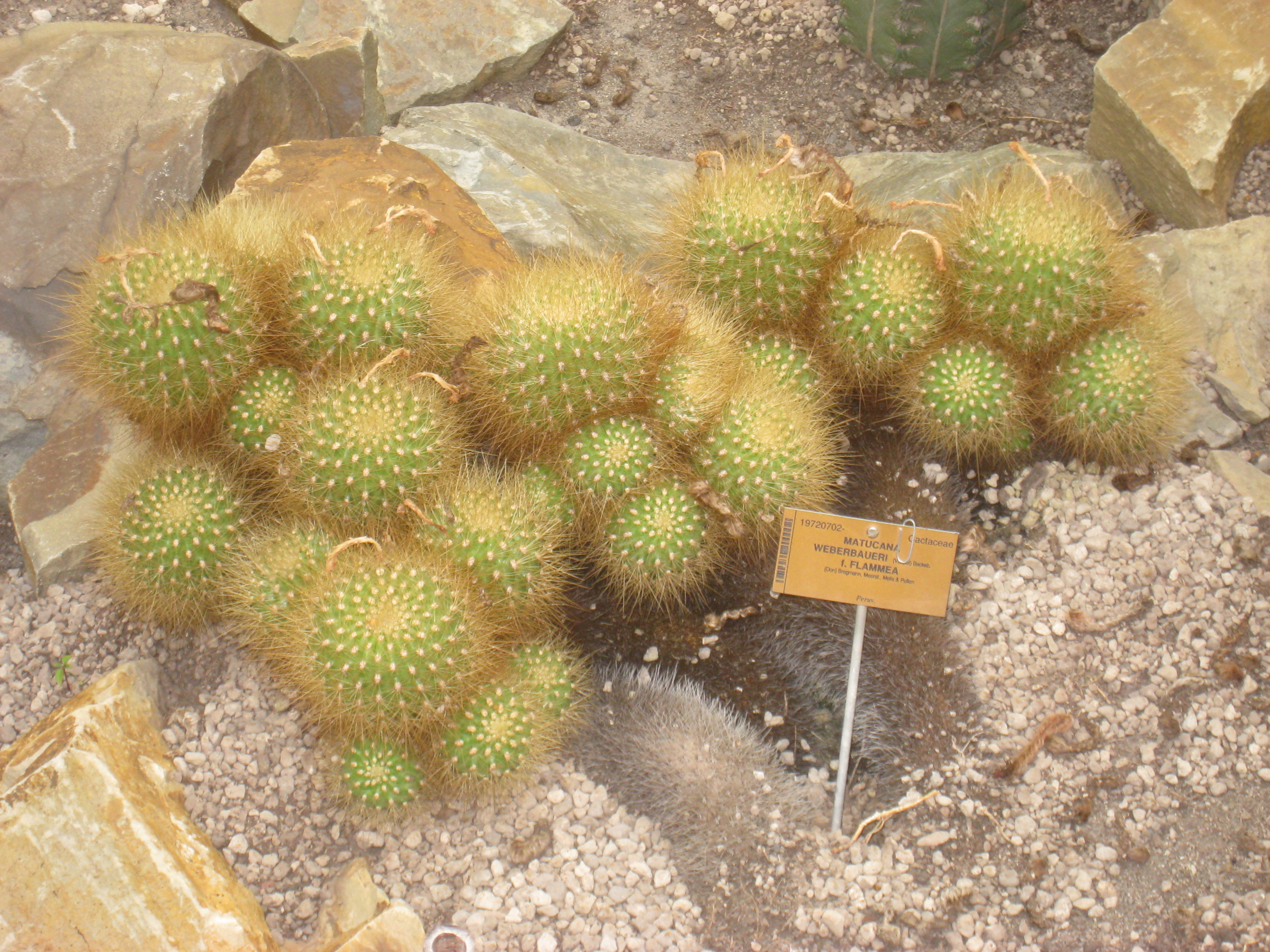